# C2c
Trenitalia c2c Limited

або c2c — британський залізничний оператор що має концесію на експлуатацію групи приміських пасажирських маршрутів у Лондонській агломерації на London, Tilbury and Southend line. 
Має під орудою 25 станцій. 
Забезпечує приміські перевезення від лондонського Фенчерч-стріт та Ліверпуль-стріт до східного Лондона та частини Ессексу вздовж залізниці London, Tilbury and Southend line.
Компанія почала працювати як LTS Rail у травні 1996 року у власності Prism Rail, що здобула франшизу залізниць London, Tilbury & Southend під час приватизації British Rail. 
У травні 2000 року LTS Rail перейменовано на c2c, а у липні того ж року Prism Rail була куплена National Express. 
National Express продала c2c італійському оператору Trenitalia у лютому 2017 року.

## Рухомий склад
| Серія                  | Клас  | Фото                              | Тип | Найвища швидкість | Найвища швидкість | Кількість | Вагонів у потязі | Маршрут використання                 | Рік виробництва |
| Серія                  | Клас  | Фото                              | Тип | mph               | км/год            | Кількість | Вагонів у потязі | Маршрут використання                 | Рік виробництва |
| ---------------------- | ----- | --------------------------------- | --- | ----------------- | ----------------- | --------- | ---------------- | ------------------------------------ | --------------- |
| Bombardier Electrostar | 357   |                                   | EMU | 100               | 161               | 74        | 4                |                                      |                 |
| Bombardier Electrostar | 357   | London, Tilbury and Southend line | EMU | 100               | 161               | 74        | 4                | 1999–02                              |                 |
| Bombardier Electrostar | 387/3 | London, Tilbury and Southend line | EMU |                   | 110               | 177       | 4                | 6 (3 у позиці Great Western Railway) | 2016            |
| Bombardier Electrostar | 387/3 |                                   |     |                   | 110               | 177       | 4                | 6 (3 у позиці Great Western Railway) |                 |